# Ян Бжехва
Ян Бже́хва (пол. Jan Brzechwa), справжнє ім'я Ян Віктор Лесман (пол. Jan Wiktor Lesman; 15 серпня 1898, Жмеринка, Російська імперія — 2 липня 1966, Варшава, ПНР) — польський поет, прозаїк, перекладач.

## Біографія та творчість
Ян Бжехва народився 15 серпня 1898 у Жмеринці, в сім'ї спольщених євреїв . В окремих джерелах роком народження письменника вказано 1900, але на підставі архівних документів встановлено, що ця дата некоректна.
Мати Яна Бжехви, Міхаліна Левіцька (пол. Michalina Lewicka), була вчителькою французької мови. Батько, Олександр Лесман (пол. Aleksandr Lesman), працював інженером на залізниці. Дідусь письменника, Бернард Лесман (пол. Bernard Lesman), займався книговиданням у Варшаві, а кузен Болеслав Лесьмян був відомим поетом. Родина Яна Бжехви мала єврейське походження, але вже протягом кількох поколінь не сповідувала юдаїзм та не дотримувалася традицій. З цього приводу, зокрема, жартував Болеслав Лесман:
|  | Самі митці й жодного лихваря, у якого можна було б позичити трохи грошей! Оригінальний текст (пол.) Sami artyści i ani jednego lichwiarza, od którego by można pożyczyć trochę pieniędzy! |

Справжнє ім'я Яна Бжехви — Ян Віктор Лесман. Свого часу він змінив його, аби уникнути плутанини з двоюрідним братом, поетом Болеславом Лесманом, котрий писав під літературним псевдонімом Болеслав Лесьмян (пол. Bolesław Leśmian), а також, щоб ім'я було більше подібним на польське. «Бжехва» (пол. brzechwa) у перекладі з польської означає стрижень стріли, промінь. Псевдонім підказав письменникові брат Болеслав:
|  | Подумай, як це красиво: оперена частина стріли Оригінальний текст (пол.) Pomyśl jakie to piękne: opierzona część strzały |

Через працю батька родина багато разів переїздила: Лесмани мешкали спочатку у Жмеринці, пізніше у Києві, Великих Луках, Варшаві, Луганську, Казані. Ян закінчив Науково-виховний заклад отців єзуїтів у Хирові. У Казані протягом року вивчав медицину, потім покинув і перейшов на полоністику. Після здобуття Польщею незалежності повернувся до Варшави й вступив до Варшавського університету на юридичний факультет.
Під час польсько-радянської війни (1919-1920) Ян Бжехва служив у 36 піхотному полку Академічного Легіону. Тоді ж він почав активно писати — готував матеріали для гумористичних журналів, театральних постановок. Дебютував як письменник ще 1915 року, у підлітковому віці, публікуючи свої перші вірші в петроградському «Штандарті» та київському виданні «Українське колосся». За вірш, присвячений померлому 1916 року Генрику Сенкевичу, отримав нагороду.
1926 року було опубліковано першу збірку віршів письменника «Вигадані образи». Перша збірка віршів для дітей, під назвою «Танцювала голка з ниткою», вийшла 1938 року. Одночасно Бжехва продовжував працювати юристом, послуговуючись у цій сфері своїм справжнім ім'ям — Ян Лесман. Юриспруденція протягом усього життя була його основним заняттям. Він спеціалізувався на авторському праві, був співзасновником, юрисконсультом (1924-1939), президентом (1957-1962) Польського товариства авторів та композиторів ZAiKS. Після Другої світової війни працював юридичним радником видавництва «Читач».
Одними з найвідоміших творів Яна Бжехви стали казки про пана Ляпку: «Академія пана Ляпки» (1946), «Мандри пана Ляпки» (1961) та «Тріумф пана Ляпки» (1965). Книги неодноразово перевидавалися, їх було екранізовано та перекладено кількома мовами. За мотивами творів Бжехви знято анімаційні та художні фільми, створено телевізійні та театральні постановки. До більшості з них письменник писав сценарії сам.
Також Ян Бжехва був перекладачем. Зокрема, перекладав польською мовою поезію та прозу російських авторів: Олександра Пушкіна, Василя Жуковського, Миколу Некрасова, Антона Чехова, Володимира Маяковського, Сергія Єсеніна, Петра Єршова. У власних творах використовував багато жартів, сатири, іронії, логічних та математичних загадок, алюзій. Бжехва є автором одного з найскладніших для вимови віршів польською мовою — «Хрущ» (пол. Chrząszcz). Перший рядок з віршика став популярною польською скоромовкою і увійшов до підручників.
| Польський оригіналⓘ                          | Український переклад       |
| -------------------------------------------- | -------------------------- |
| W Szczebrzeszynie chrząszcz brzmi w trzcinie | Хрущ бринить у Щебжешині,  |
| I Szczebrzeszyn z tego słynie.               | З цього знаний він донині. |
| Wół go pyta: «Panie chrząszczu,              | Віл питає: «Пане хрущу,    |
| Po cóż pan tak brzęczy w gąszczu?“           | Нащо брините у пущі?»      |

1968 року вийшла друком автобіографічна повість Яна Бжехви «Час дозрівання» (пол. Gdy owoc dojrzewa) про дитячі та юнацькі роки, проведені в Україні та Росії. Письменник був тричі одружений та мав чимало любовних романів, до кінця життя мешкав у Варшаві. Мав єдину дочку — Кристину — від першого шлюбу. Похований на кладовищі Військові Повонзки.

## Основні твори
- 1926 — Вигадані образи (Oblicza zmyślone), збірка віршів
- 1929 — Талісмани (Talizmany), збірка віршів
- 1932 — Третє коло (Trzeci krąg), збірка віршів
- 1935 — Полин і хмара (Piołun i obłok), збірка віршів
- 1938 — Танцювали голка й нитка (Tańcowała igła z nitką), збірка віршів
- 1939 — Качка-дивачка (Kaczka Dziwaczka), збірка віршів
- 1945 — Байка про корсара Палемона (Baśń o korsarzu Palemonie), поема
- 1946 — Академія пана Ляпки, повість
- 1946 — Пан Дропс та його трупа (Pan Drops i jego trupa), поема
- 1946 — Пригоди Блохи-Хитрунки (Przygody Pchły Szachrajki), поема
- 1946 — Пташині плітки (Ptasie plotki), вірш
- 1946 — Казав сові дятел (Opowiedział dzięcioł sowie), поема
- 1947 — Байка про сталевого їжака (Baśń o stalowym jeżu), поема
- 1948 — На островах Бергамутах (Na wyspach Bergamutach), вірш
- 1948 — Пригоди лицаря Шалавіли (Przygody rycerza Szaławiły), поема
- 1951 — Вчимося ходити (Uczymy się chodzić), поема
- 1953 — Театр Петрушки (Teatr Pietruszki), повість
- 1953 — Бжехва дітям (Brzechwa dzieciom), збірка віршів
- 1953 — Прогули (Wagary), повість
- 1953 — Витівки лиса Віталіса (Szelmostwa lisa Witalisa), вірш
- 1954 — Байки та казки (Bajki i baśnie), збірка творів
- 1955 — Результати конкурсу (Rozstrzygnięcie konkursu), оповідання
- 1955 — Вибрані вірші (Wiersze wybrane), збірка віршів
- 1957 — Чарівник (Magik), вірш
- 1958 — Висмоктане з ноги (Wyssane z nogi), збірка віршів
- 1958 — Сто байок (Sto bajek), збірка віршів
- 1958 — «Час дозрівання» (Gdy owoc dojrzewa), повість
- 1961 — Мандри пана Ляпки (Podróże pana Kleksa), повість
- 1964 — Сміху варте (Śmiechu warte), збірка віршів
- 1965 — Від казки до казки (Od baśni do baśni), збурка поезії
- 1965 — Тріумф пана Ляпки (Tryumf pana Kleksa), повість
- 1967 — Місце для насмішника (Miejsce dla kpiarza), збірка сатири та гуморесок
- 1968 — Жахливі оповідання (Opowiadania drastyczne), збірка прози
- 1968 — Лірика мого життя (Liryka mego życia), збірка віршів

## Премії та нагороди
- 1953 — Офіцерський хрест Ордена Відродження Польщі[12]
- 1954 — Нагорода міста Сталіногруд[9]
- 1956 — Нагорода Голови Ради Міністрів Республіки Польща[9]
- 1964 — Орден «Прапор Праці» 1 ступеня[13]
- 1965 — Нагорода Міністра культури та мистецтва Республіки Польща 1 ступеня[9]

## Вшанування пам'яті

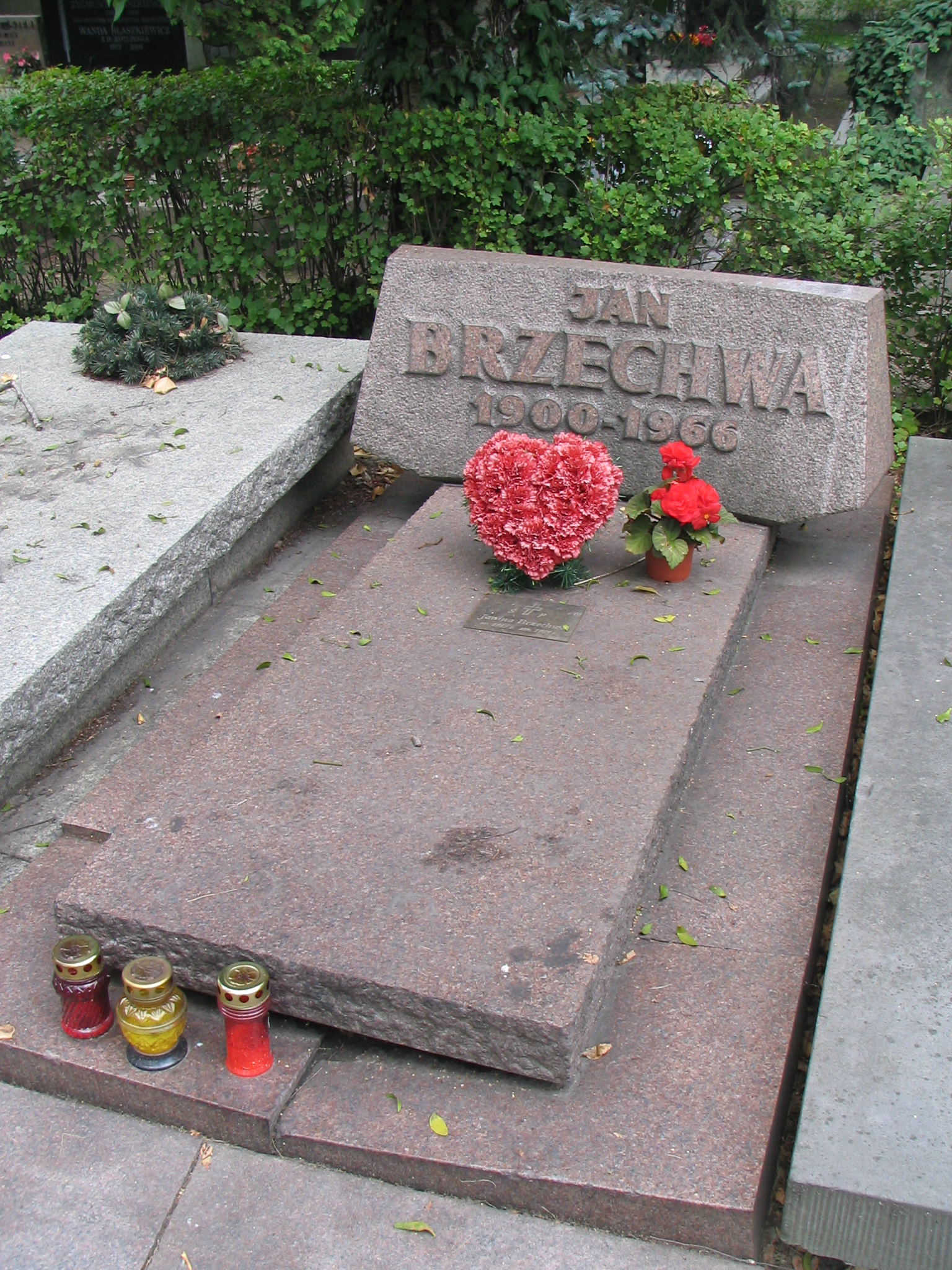
Могила Яна Бжехви у Варшаві

- У місті Жмеринка, де народився письменник, один зі скверів названий його ім'ям[14]
- На честь письменника названо вулиці в кількох польських містах, зокрема у Гданську, Кнуруві, Сяніку, Забже, Лодзі
- 14 лютого 2024 року в місті Жмеринка вулицю Павлова перейменували на вулицю Яна Бжехви.[15]